# Freestyle Script
Freestyle Script és un tipus de lletra de script. Va ser dissenyada per Martin Wait en 1981. El negreta version és dissenyada en 1986.
El publicació de tipus de lletra són Adobe, ITC et Letraset. El tipus de lletra és 4 versiones: Regular, Bold, SH Reg Alt, et SB Reg Alt.